# 弗朗西斯·蒂亚福
弗朗西斯·蒂亚弗（英語：Frances Tiafoe，1998年1月20日—）是一位美國職業網球運動員。他曾以15歲之齡獲得橘子碗国际网球锦标赛男子單打冠軍。

## 外部連結
- 弗朗西斯·蒂亚福（英文/西班牙文）的官方資料
- 弗朗西斯·蒂亚福的官方资料